# Оума, Кассим
Кассим Оума (англ. Kassim Ouma; род. 12 декабря 1978, Кампала, Уганда) — угандский боксёр-профессионал, выступающий в средней и первой средней весовых категориях. Чемпион мира (по версии IBF в первом среднем весе, 2004—2005).

## Биография
Кассим родился и вырос в нищете в многодетной семье. Был одним из 13 детей. В раннем возрасте был похищен армией сопротивления Уганды, и в течение 5 лет принудительно служил в повстанческой армии.
После увольнения из армии, начал заниматься боксом. На любительском ринге провёл 65 боёв, 62 из которых выиграл. в 1996 году победил в отборе на Олимпийские игры 1996 года, но не смог принять участия из-за финансовых трудностей. Позже переехал в США, для занятия профессиональным боксом, чтоб помочь своей семье.

## Профессиональная карьера
Оума дебютировал на профессиональном ринге в июле 1998 года.
В январе 1999 года нокаутировал Виктора Рамуса, и завоевал титул чемпиона штата Флорида. в ноябре 1999 года неожиданно проиграл нокаутом, джорнимену, пуэрториканцу, Аугустину Силве.
В октябре 2000 года победил по очкам непобеждённого боксёра из Узбекистана, Куванича Тогонбаева (12-0). В апреле 2001 года свёл вничью бой с американцем, Джеймсом Кокером (22-3), в поединке за титул континентальной Америки по версии WBC.
Начал проводить высокорейтинговые поединки, и в январе 2004 года, в элиминаторе IBF нокаутировал колумбийца, Хуана Карлоса Кандело, и завоевал право выйти на чемпионский бой во втором среднем весе.
В октябре 2004 года, Кассим победил американца, верно Филлипса, и стал новым чемпионом по версии IBF, во втором среднем весе.
20 января 2005 года защитил титул против боксёра из Ганы, Кофи Янтуа.
В 2005 году проиграл титул россиянину, Роману Кармазину.
В январе 2006 года нокаутировал опытного аргентинца, Франсиско Антонио Мора (50-9), и завоевал титул WBO NABO во втором среднем весе. Следующий поединок провёл в элиминаторе WBC, и раздельным решением судей победил мексиканца, Марко Антонио Рубио. Затем победил непобеждённого американца, Сейша Пауэла (20-0).
В декабре 2006 года проиграл по очкам Джермену Тейлору в поединке за титулы WBC и WBA в среднем весе.
В 2007 году раздельным решением проиграл мексиканцу Саулю Роману.
В 2008 году потерпел третье поражение подряд, и в бою за титул чемпиона мира по версии IBF, проиграл по очкам американцу, Корнелиусу Бандрейджу. В октябре нокаутировал Мартиуса Клея.
В 2009 году раздельным решением в конкурентном бою потерпел поражение от Габриеля Росадо.
В январе 2010 года проиграл по очкам Ванесу Мартиросяну. Затем неожиданно нокаутировал восходящую звезду, американца, Джо Гилберта (20-2), что позволило снова выйти на чемпионский бой.
В июле 2011 года, провёл последний поединок, в котором уступил нокаутом казахскому нокаутёру, чемпиону мира по версии WBA, Геннадию Головкину. Это поражение стало вторым досрочным в карьере Оума, и первым в титульном поединке.